# 고남면
고남면(古南面)은 충청남도 태안군의 안면도 남부에 위치한 면이다. 태안군청까지는 46km의 거리이다.

## 역사
- 마한시대 54개국 중 하나인 고랍국의 중심지였다.
- 369년 백제 근초고왕 시기 '성대혜현'으로 개편되었다.
- 756년 신라 경덕왕 15년(삼국통일기) 소태현(소주)으로 개칭.
- 1298년 충렬왕 24년 소태현이 태안으로 개칭되었다.
- 본래 태안군 안하면의 일부에 해당
- 1914년 태안군이 서산군에 편입당하고, 안하면도 안상면과 합쳐저 안면면이 되었다.
- 1972년 현재의 고남면 영역에 안면면 고남출장소가 설치되었다.
- 1980년 안면면이 안면읍으로 승격하였다.
- 1986년 4월 1일 대통령령 제11974호에 따라 안면읍 고남출장소가 고남면으로 승격하였다.
- 1989년 1월 1일 법률 제2050호에 의해 서산군에서 태안군이 분리되었다.

## 위치
- 고남면의 소재지는 고남리 1264-4에 자리하고 있다.
- 행정구역상으로는 3개 법정리, 54개 반과 38개의 자연마을로 이루어져 있으며, 고남면은 안면도에 자리하고 있으므로 전도적으로 볼 때는 분명히 섬이지만 안면읍과 접해있으므로 북쪽은 연륙되어 있으며 3면은 바다에 둘러싸여 있다.
- 영목항에서 보령시 원산도까지 가는 배가 있다.

## 지형
지형을 보면 총면적이 28.233km2로서 태안군 8개읍면 중에서 제일 작은 면이다. 안면읍 신야리에 있는 국사봉 줄기가 고남면으로 뻗어 내려 봉황산(鳳凰山)을 이룩하였고, 봉황산이 고남면의 주산이지만 모두 100m미만의 야산으로서 56%가 구릉지대를 이루고 있으며, 해안선이 30.5km에 이르고 있다. 그리고 고남면에 속해 있는 섬은 계도(닭섬), 분도(솔섬), 하송도(솔섬), 소장고도(작은섬), 대장고도(큰섬), 의점도(섬옷섬), 흑도(촉도), 흑도(독도) 등 모두 8개, 이 중에서 제일 큰 섬은 계도로 서 0.0129km2이며, 이 섬들은 모두 무인도이다. 그리고 고남에서 군청 소재지까지는 46km로서 다른 읍면에 비해 거리가 제일 먼 곳이기도 하다.

## 행정 구역
- 고남리
- 누동리
- 장곡리

## 교육
- 고남초등학교
- 고남초등학교병설유치원

## 공공기관
- 고남우체국
- 고남치안센터
- 고남보건지소
- 장곡보건진료소
- 태안갯벌생태학교
- 안면농협고남지점
- 안면농협고남하나로마트
- 안면해양경비안전센터 영목출장소
- 고남패총박물관

## 관광(여행)
- 고남패총박물관
- 바람아래 해변
- 장삼포해변
- 운여해변
- 영목항여객터미널